# ヤン・ン
ヤン・ン（呉日言、Yan Ng、1983年11月25日 -）は、香港生まれの歌手、女優、DJである。本名は呉凱恩。愛称は512。Silly Thing一時所属。
2004年に広東語アルバム『Little One』で歌手デビュー。同年に女優としても活動を始める。

## 音楽作品

### アルバム
- 2004年 7月 - 『Little One』
- 2004年 8月 - 『Little One』（次回限量版）
- 2004年 11月 - 『512 Two Little』
- 2005年 4月 - 『青介的童話 - 賣火柴的女孩』
- 2005年 12月 - 『512 TRIO"my little collection"』

## 出演作品

### 映画

#### 2004年
- 『神經俠侶』
- 『甜絲絲』 - 羅五福 役
- 『パティシエの恋』

#### 2005年
- 『AV』
- 『非常青春期』 - 美美 役
- 『恋する花火』

#### 2006年
- 『時光‧倒流的話』

#### 2007年
- 『性工作者十日談』
- 『地獄第19層』（ゲスト）

#### 2008年
- 『愛情万歳』（ゲスト）

### ラジオ番組

#### 2004年
- RTHK
  - （TeenPower）『半島冰室』
  - （ラジオ2）『倫住嚟試』ラジオドラマ〈無可奉告〉
- コマーシャルラジオ
  - 『森美小儀山寨王』ゲスト司会
- メトロショービズ
  - 『28樓的驗情故事』ラジオドラマ
  - 『新香蕉俱樂部』ゲスト司会

#### 2005年
- コマーシャルラジオ
  - 『空中喱民』ゲスト司会

#### 2006年
- コマーシャルラジオ
  - 『架勢堂』ゲスト司会

#### 2007年
- コマーシャルラジオ
  - 『架勢堂』ゲスト司会
  - 喪Do男主角@『有耳喱民』
- メトロラジオ
  - 『聯 fan 所之‘純粹嬉戲 Hey’』ゲスト司会

### 2008年
- コマーシャルラジオ
  - 『架勢堂』ゲスト司会

### テレビ番組

#### 2004年
- RTHK
  - 『黃金歲月3』

#### 2005年
- TVB
  - 『奇幻潮 行運揮春』
  - 『音樂潮@giv』 - 客席主持
  - 『百法百眾』
- RTHK
  - 『十封信 之 人生洗剪吹』
  - 『上網問功課』番組ゲスト司会
  - 『童夢飛揚』ドキュメンタリー（吹き替え版）

#### 2006年
- TVB
  - 『價啱畀你』
  - 『15/16』

### 2007年
- TVB
  - 『新春豬事町』
  - 『学警出更』
  - 『森之愛情』
  - 『開森玩家』

### 舞台

#### 2004年
- コマーシャルラジオサミー&キティ歌劇団 – お早う！マンハッタン

#### 2005年
- 青介的童話之賣火柴的女孩

#### 2006年
- コマーシャルラジオサミー&キティ歌劇団 – Big Nose

### その他
- 2005年 Roadshow「i club 手機星聲下載」司会者

### 広告

#### 2004年
- コンピューター・オンライン・ゲーム<星空之門-機動戦士>
- Water 2（一般広告）
- Capdase mobile phone case（一般広告）
- LEE & WRANGLER（一般広告）
- PUMA Suedeスニーカー（一般広告）

#### 2005年
- 2%（一般広告）
- TAMAGOTCHI CONNEXION VER. 2（一般広告）
- BENEバブルシャーベット（一般広告）
- メンソレータムリップケア産品
- エクストラ（一般広告）
- モトローラ携帯電話（一般広告）

#### 2006年
- 2%（一般広告）